# Copa de Europa de baloncesto 1984-85
La vigésima octava edición de la Copa de Europa de Baloncesto fue ganada por el conjunto yugoslavo de la Cibona, con los hermanos Petrovic, Dražen y Aleksandar al frente, logrando su primer título tras derrotar en la final al Real Madrid, en un partido disputado en el Estadio de la Paz y la Amistad de El Pireo, Grecia.

## Ronda preliminar
| Equipo 1  | Agr.   | Equipo 2      | Ida    | Vuelta |
| --------- | ------ | ------------- | ------ | ------ |
| Achilleas | 99-286 | Maccabi Elite | 43–143 | 56–143 |

## Primera ronda
| Equipo 1         | Agr.    | Equipo 2              | Ida     | Vuelta |
| ---------------- | ------- | --------------------- | ------- | ------ |
| CSKA Sofia       | 170-180 | Cibona                | 97–91   | 73–89  |
| NMKY Helsinki    | 170-167 | Nashua EBBC           | 87–81   | 83–86  |
| Klosterneuburg   | 132-195 | Real Madrid           | 63–103  | 69–92  |
| Partizani Tirana | 164-181 | Vevey                 | 87–79   | 77–102 |
| Steaua București | 191-245 | Maccabi Elite         | 103–114 | 88–131 |
| Sunair Oostende  | 165-159 | Murray Edinburgh      | 76–80   | 89–79  |
| T71 Dudelange    | 114-320 | CSKA Moscú            | 60–161  | 54–159 |
| Solent Stars     | 198-225 | Limoges               | 101–114 | 97–111 |
| SISU             | 147-287 | Banco di Roma Virtus  | 87–146  | 60–141 |
| Efes Pilsen      | 157-134 | Rudá hvězda Pardubice | 80–62   | 77–72  |
| Honvéd           | 170-190 | Granarolo Bologna     | 93–94   | 77–96  |
| Lech Poznań      | 173-179 | Panathinaikos         | 86–83   | 87–96  |

## Segunda ronda
| Equipo 1        | Agr.    | Equipo 2             | Ida    | Vuelta |
| --------------- | ------- | -------------------- | ------ | ------ |
| NMKY Helsinki   | 178-190 | Cibona               | 83–88  | 95–102 |
| Vevey           | 153-163 | Real Madrid          | 74–84  | 79–79  |
| Sunair Oostende | 165-212 | Maccabi Elite        | 90–80  | 75–132 |
| CSKA Moscú      | 182-162 | Limoges              | 101–93 | 81–69  |
| Efes Pilsen     | 130-163 | Banco di Roma Virtus | 75-73  | 55–90  |
| Panathinaikos   | 155-183 | Granarolo Bologna    | 88–85  | 67–98  |

## Fase de semifinales
|  | Dos primeros avanzan a la final. |

|    | Equipo               | Par. | Pts. | G | P | PF  | PC  |
| -- | -------------------- | ---- | ---- | - | - | --- | --- |
| 1. | Cibona               | 10   | 17   | 7 | 3 | 881 | 826 |
| 2. | Real Madrid          | 10   | 17   | 7 | 3 | 933 | 874 |
| 3. | Maccabi Elite        | 10   | 16   | 6 | 4 | 861 | 878 |
| 4. | CSKA Moscú           | 10   | 14   | 4 | 6 | 823 | 819 |
| 5. | Banco di Roma Virtus | 10   | 14   | 4 | 6 | 840 | 882 |
| 6. | Granarolo Bologna    | 10   | 12   | 2 | 8 | 840 | 899 |

## Final
| 3 de abril de 1985 | Cibona                                                             | 87–78                | Real Madrid                                                                              | |  |
|                    | Parciales: 39-38, 48–40                                            |                      |                                                                                          | |  |
|                    | Estadísticas Dražen Petrović 36 Mihovil Nakić 11 Dražen Petrović 4 | Reporte Pts Reb Asts | Estadísticas 22 Wayne Robinson 11 Wayne Robinson 2 Juan Antonio Corbalán, Wayne Robinson | Pabellón: Estadio de la Paz y la Amistad, El Pireo Asistencia: 14.500 espectadores Árbitros: Yvan Mainini (FRA), Kostas Rigas (GRE) |  |

| Campeón de la Copa de Europa 1984–85 |
| ------------------------------------ |
| Cibona 1.er título                   |